# SimEarth
SimEarth is een levenssimulatiespel ontworpen door Will Wright, waarin de speler de ontwikkeling van de aarde in handen heeft. De speler kan verschillende omgevingsfactoren zoals de atmosfeer en temperatuur instellen. Daarna kan de speler kiezen uit verschillende manieren van levensvormen en kijken hoe deze zich ontwikkelen.
Het spel werd in 1990 door Maxis uitgeven. Er volgden versies voor Apple Macintosh, Amiga, IBM Personal Computer, Super Nintendo Entertainment System en PC Engine. In 2009 werd een versie voor de Virtual Console (Wii) uitgebracht.

## Platforms
| Jaar | Platform                    |
| ---- | --------------------------- |
| 1990 | DOS, Macintosh, Windows 3.x |
| 1991 | FM Towns, PC-98, SNES       |
| 1992 | Amiga, Sharp X68000         |
| 1993 | SEGA CD, TurboGrafx CD      |
| 2009 | Virtual Console (Wii)       |

## Ontvangst
| Beoordeeld door    | Jaar | Platform  | Score |
| ------------------ | ---- | --------- | ----- |
| The One            | 1990 | DOS       | 95%   |
| Power Play         | 1991 | DOS       | 87%   |
| Amiga Action       | 1992 | Amiga     | 80%   |
| All Game Guide     | 1998 | Macintosh | 80%   |
| Amiga Format       | 1992 | Amiga     | 79%   |
| Mega Fun           | 1993 | SNES      | 75%   |
| Nintendo Life      | 2009 | Wii       | 60%   |
| All Game Guide     | 1998 | SNES      | 50%   |
| Amiga Power        | 1992 | Amiga     | 41%   |
| Eurogamer.net (UK) | 2009 | Wii       | 30%   |